# 1386-os busz
Az 1386-os jelzésű autóbusz egy országos autóbuszjárat volt, amely Miskolcot kötötte össze Gyöngyössel. 
Útvonalhossza 125,7 km, menetideje 2 óra 37 perc (157 perc) volt. A hetek első iskolai előadási napját megelőző munkaszüneti napon egy járat szállította az utasokat.
A 2020. december 13-ai menetrendváltással a Volánbusz megszüntette az autóbuszvonalat, az utolsó járat 2020. december 6-án közlekedett.

## Megállóhelyei
| 0  | Gyöngyös, autóbusz-állomás           | 1, 1A, 1S, 2, 2S, 3, 3S 1040, 1045, 1046, 1049, 1050, 1051, 1052, 1054, 1068, 1069, 1301, 1305, 1308, 1348, 1362, 1378, 1379, 1427, 1444, 1469, 1515, 1532 3445, 3448, 3457, 3471, 3492, 3604, 3612, 3628, 3650, 3652, 3655, 3656, 3660, 3661, 3662, 3663, 3664, 3665, 3666, 3670, 3672, 3673, 3674, 3675, 3676, 3677, 3678, 3679, 3680, 3681, 3688, 3691, 3693, 3694, 3696, 3697, 3698, 3699, 4602, 4653 |
| 1  | Halmajugra, bejárati út              | 1050, 1051, 1052, 1054, 1427 3445, 3448, 3604 |
| 2  | Karácsond, bejárati út               | 1050, 1051, 1052, 1054, 1348, 1427 3445, 3448, 3604 |
| 3  | Detk, bejárati út                    | 1050, 1051, 1052, 1054, 1348, 1427 3445, 3448, 3604, 3672 |
| 4  | Eger, Tompa utca                     | 6, 10, 11, 12, 12Y, 13, 14, 14A 1050, 1051, 1052, 1054, 1341, 1343, 1346, 1348, 1466, 1517 3423, 3424, 3425, 3426, 3430, 3431, 3432, 3433, 3434, 3436, 3440, 3441, 3442, 3443, 3444, 3445, 3448, 3604, 3667, 3672 |
| 5  | Eger, Nagyváradi út                  | 6, 10, 11, 12, 12Y, 13, 14, 14A 1346 3423, 3425, 3431, 3433, 3442, 3443 |
| 6  | Eger, Vasútállomás bejárati út       | 6, 10, 11, 12, 12Y, 13, 14, 14A, 17 1050, 1051, 1052, 1054, 1341, 1343, 1346, 1348, 1466, 1517 3423, 3424, 3425, 3426, 3430, 3431, 3432, 3433, 3434, 3436, 3440, 3441, 3442, 3443, 3444, 3445, 3448, 3604, 3667, 3672 |
| 7  | Eger, Színház                        | 2, 2A, 7, 10, 11, 12, 12Y, 14, 14A, 17 1050, 1051, 1052, 1054, 1341, 1343, 1344, 1346, 1348, 1379, 1380, 1517 3419, 3423, 3424, 3425, 3426, 3430, 3431, 3433, 3434, 3440, 3441, 3442, 3443, 3444, 3445, 3446, 3448, 3604, 3667, 4014, 4015, 4018, 4157 |
| 8  | Eger, autóbusz-állomás               | 2, 2A, 2i, 5, 5A, 5i, 7, 8, 11, 11i, 12, 12Y, 14, 14A, 14C 1049, 1050, 1051, 1052, 1054, 1341, 1343, 1344, 1346, 1347, 1348, 1349, 1351, 1352, 1354, 1378, 1379, 1380, 1382, 1383, 1426, 1447, 1448, 1466, 1468, 1514, 1517 3400, 3402, 3403, 3404, 3408, 3409, 3410, 3411, 3415, 3416, 3417, 3418, 3419, 3420, 3423, 3424, 3425, 3426, 3430, 3431, 3432, 3433, 3434, 3436, 3440, 3441, 3442, 3443, 3444, 3445, 3446, 3448, 3450, 3454, 3455, 3456, 3457, 3458, 3469, 3470, 3471, 3472, 3473, 3474, 3476, 3479, 3480, 3481, 3482, 3483, 3484, 3604, 3660, 3667, 3672, 4012, 4014, 4015, 4018, 4157      |
| 9  | Eger, Színház                        | 2, 2A, 7, 10, 11, 12, 12Y, 14, 14A, 17 1050, 1051, 1052, 1054, 1341, 1343, 1344, 1346, 1348, 1379, 1380, 1517 3419, 3423, 3424, 3425, 3426, 3430, 3431, 3433, 3434, 3440, 3441, 3442, 3443, 3444, 3445, 3446, 3448, 3604, 3667, 4014, 4015, 4018, 4157 |
| 10 | Eger, Hadnagy utca                   | 2, 2A, 5, 5A, 5i, 6, 8 1341, 1343, 1344, 1344, 1346, 1379, 1380, 1426, 1447, 1448, 1468 3419, 3424, 3425, 3426, 3431, 4015, 4018, 4157 |
| 11 | Eger, ZF Hungária Kft.               | 5, 8 1343, 1344, 1346, 1379, 1380, 1468 3424, 3425, 3426, 3431, 4014, 4015, 4018, 4157 |
| 12 | Eger, Kistályai út                   | 1341, 1344, 1379, 1380 3423, 3424, 3425, 3426, 3431, 3436, 4015, 4157 |
| 13 | Andornaktálya, Iskola                | 1341, 1343, 1344, 1346, 1379, 1380, 1426, 1447, 1448, 1468, 1514 3423, 3424, 3425, 3426, 3431, 3436, 4014, 4015, 4018, 4157 |
| 14 | Andornaktálya, Szociális otthon      | 1341, 1343, 1344, 1346, 1379, 1380, 1468 3423, 3424, 3425, 3426, 3431, 3436, 4014, 4015, 4018, 4157 |
| 15 | Mezőkövesd, Váci Mihály utca         | 1341, 1344, 1379, 1380 3419, 4015, 4018, 4157 |
| 16 | Mezőkövesd, autóbusz-állomás         | 1057, 1341, 1344, 1375, 1376, 1377, 1379, 1380, 1382, 1426, 1427, 1447, 1448, 1468 3416, 3418, 3419, 3746, 3749, 4001, 4005, 4006, 4007, 4008, 4009, 4010, 4013, 4014, 4015, 4016, 4017, 4018, 4019, 4023, 4026, 4027, 4030, 4157 |
| 17 | Mezőkövesd, Szent László tér         | 5, 5C, 5D, 5E, 5F, 5Y, 6C, 6D, 7, 7A, 8, 8A, 8C 1057, 1341, 1375, 1376, 1377, 1379, 1380, 1382 3746, 3749, 4001, 4005, 4006, 4007, 4008, 4009, 4014, 4015, 4019, 4026, 4027, 4030 |
| 18 | Mezőkövesd, gimnázium                | 5, 5C, 5D, 5E, 5F, 5Y, 6C, 6D, 7, 7A, 8, 8A, 8C 1341, 1377, 1379, 1380, 1382 3746, 3749, 4001, 4005, 4006, 4007, 4008, 4009, 4014, 4015, 4019, 4026, 4027, 4030 |
| 19 | Mezőnyárád, temető                   | 1057, 1341, 1379, 1380, 1382 3746, 3747, 3749, 4005, 4006, 4007, 4008, 4009, 4011, 4014, 4019, 4026, 4027, 4030 |
| 20 | Mezőnyárád, posta                    | 1379, 1380, 1382 3746, 3747, 3749, 4005, 4006, 4007, 4011, 4014, 4019, 4026, 4027 |
| 21 | Bükkábrány, Thermoplasztika          | 1375, 1376, 1377, 1379, 1380, 1382, 1426, 1427 3747, 4005 |
| 22 | Vatta, híd                           | 1375, 1376, 1377, 1379, 1380, 1382, 1426, 1427 3746, 3747, 3748, 3749, 3750, 4014, 4019 |
| 23 | Vatta, Kossuth út 30.                | 1379, 1380, 1382 3746, 3747, 3748, 3749, 3750, 4014, 4019 |
| 24 | Emőd, Bagolyvár Csárda               | 1379, 1380, 1382 3746, 3747, 3748, 3749, 3750, 4014, 4019 |
| 25 | Emőd, ABC áruház                     | 1375, 1376, 1377, 1379, 1380, 1426, 1427 3746, 3747, 3748, 3749, 3750, 4014, 4019 |
| 26 | Nyékládháza, Szemere út 53.          | 1369, 1370, 1372, 1375, 1376, 1377, 1379, 1380, 1382, 1427 3745, 3746, 3747, 3748, 3749, 3750, 4014, 4019 |
| 27 | Mályi, bolt                          | 1369, 1370, 1372, 1375, 1377, 1379, 1380, 1382 3739, 3740, 3741, 3742, 3743, 3744, 3745, 3746, 3747, 3748, 3749, 3750, 4014, 4019 |
| 28 | Miskolc, Egyetem, kollégiumok        | 2, 12, 20, ME 1372 3763 |
| 29 | Miskolctapolcai elágazás             | 2, 4, 12, 14, 14Y, 20, 30, 32, 34, 35R, 43, 44, 45, 280, ME 1369, 1370, 1372, 1373, 1374, 1375, 1376, 1377, 1379, 1380, 1382 3739, 3740, 3741, 3742, 3743, 3744, 3745, 3746, 3747, 3748, 3749, 3750, 3751, 3752, 4014, 4019 |
| 30 | Miskolc, Corvin út                   | 2, 12, 20, 28, 34, 35, 43, 44, Auchan 1 1369, 1370, 1372, 1376, 1379, 1380, 1382 3739, 3740, 3741, 3742, 3743, 3744, 3745, 3746, 3747, 3748, 3749, 3750, 3751, 3752, 4019 |
| 31 | Miskolc, autóbusz-állomás végállomás | 1, 1B, 2, 3, 3A, 4, 7, 11, 14Y, 20, 24, 28, 32, 43, 45, 280, ME 1369, 1370, 1372, 1373, 1374, 1375, 1376, 1377, 1379, 1380, 1382, 1383, 1384, 1410, 1411 3700, 3701, 3702, 3703, 3704, 3705, 3706, 3707, 3708, 3709, 3710, 3711, 3712, 3714, 3715, 3716, 3717, 3718, 3719, 3720, 3721, 3722, 3723, 3724, 3726, 3727, 3728, 3729, 3730, 3731, 3732, 3733, 3734, 3735, 3736, 3737, 3738, 3739, 3740, 3741, 3742, 3743, 3744, 3745, 3746, 3747, 3748, 3749, 3750, 3751, 3752, 3754, 3755, 3756, 3757, 3760, 3761, 3762, 3763, 3764, 3765, 3766, 3767, 3769, 3770, 3774, 3775, 3776, 3777, 3785, 4014, 4019 |